# Klangkörper des Bayerischen Rundfunks
Klangkörper des Bayerischen Rundfunks sind die Klangkörper (Orchester und Chor) des Bayerischen Rundfunks.
Hierbei handelt es sich um:
- Chor des Bayerischen Rundfunks (gegründet 1946)
- Symphonieorchester des Bayerischen Rundfunks (gegründet 1949)
- Münchner Rundfunkorchester (gegründet 1952)

sowie ehemals das Nürnberger Tanzorchester (1949 bis 1994)